# Ernst Rühe

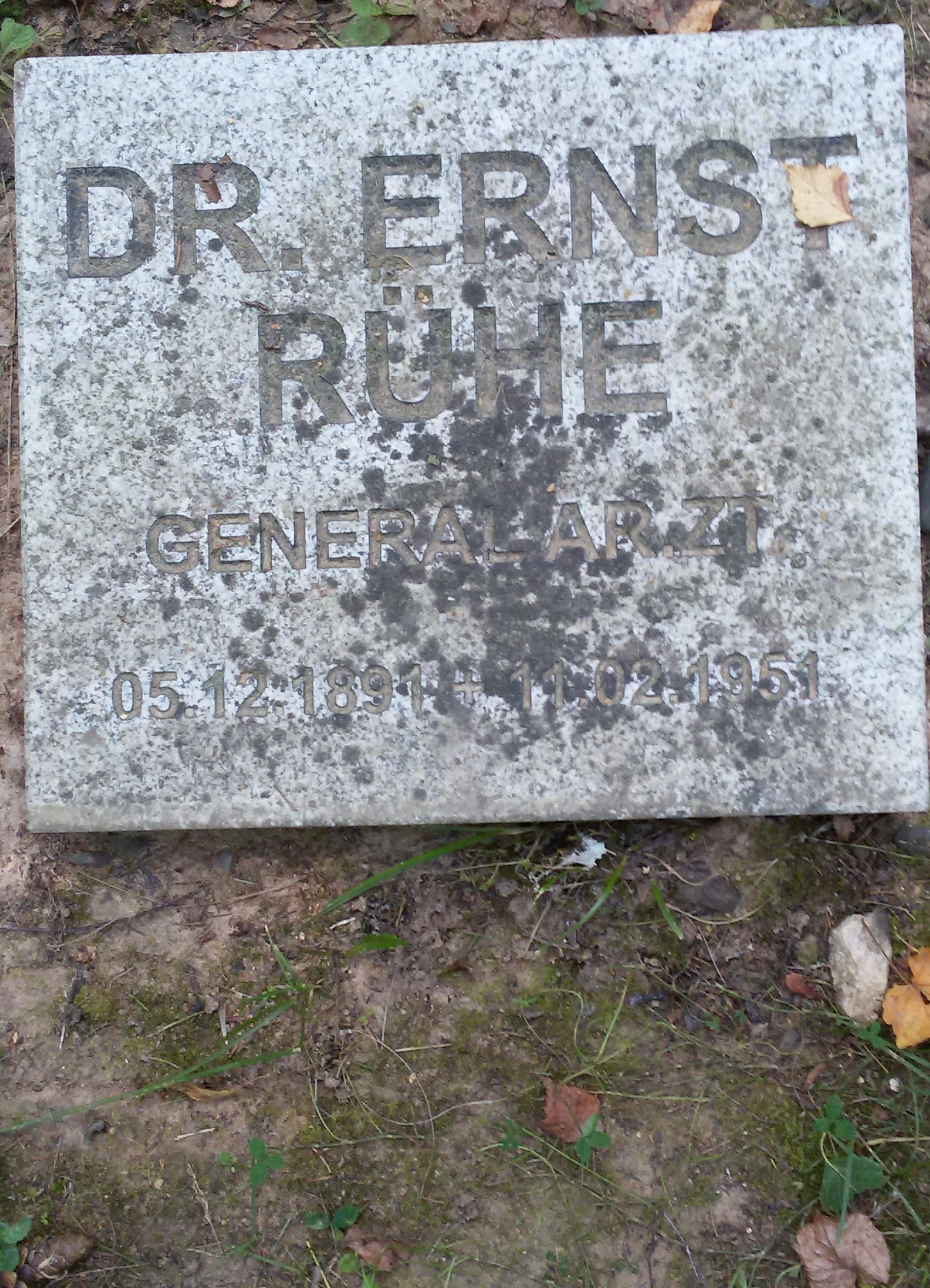
Grabstein von Ernst Rühe auf dem Friedhof in Tschernzy

Ernst Friedrich Franz Rühe (* 5. Dezember 1891 in Berlin; † 11. Februar 1951 im Kriegsgefangenenlager 5110/48 Woikowo bei Iwanowo, Sowjetunion) war ein deutscher Generalarzt der Wehrmacht.

## Leben
Ernst Rühe war ein Sohn des Buchhändlers Fritz Rühe und gehörte ab 30. April 1910 zur Kaiser-Wilhelms-Akademie für das militärärztliche Bildungswesen in Berlin.
1917 promovierte er mit der Arbeit Über Lähmungen des Plexus brachialis nach Verletzungen der Schulter.
Rühe diente nicht im Reichsheer, wurde 1938 Oberfeldarzt und kam am 1. April 1938 in die Heeressanitätsinspektion. Ab dem 26. August 1939 war er im OKH Sanitätsinspektionschef der Abteilung Wissenschaft und Gesundheitsführung. In dieser Position wurde er am 1. April 1941 zum Oberstarzt befördert. Gemeinsam mit Curt Heinemann-Grüder war er 1942 Herausgeber des Buches Der Arzt in der Wehrmachtversorgung, das 1944 in einer zweiten Auflage erschien.
Ab 21. November 1944 war er Korpsarzt des Stellvertretenden Generalkommandos VIII. Armeekorps und gleichzeitig Wehrkreisarzt VIII. Am 20. April 1945 wurde er noch zum Generalarzt befördert und kam später in sowjetische Kriegsgefangenschaft. Ernst Rühe verstarb am 11. Februar 1951 in sowjetischer Kriegsgefangenschaft im Kriegsgefangenenlager 5110/48 Woikowo und wurde auf einem Generalsfriedhof in Tschernzy beigesetzt.

## Werke (Auswahl)
- Die Versorgung der Soldaten bei Dienstbeschädigung. In: Das ärztliche Gutachten im Versicherungswesen, Leipzig, 1936.
- Behandlung von Dienstbeschädigungsfragen. In: Veröffentlichung Heeressanitätswesens, Heft 102, 1938.